# Mary Pocock
Mary Agard Pocock (31 tháng 12 năm 1886 - 10 tháng 7 năm 1977) là một nữ bác sĩ phẫu thuật người Nam Phi.

## Tiểu sử
Sinh ra ở Rondebosch vào năm 1886 tại William Pocock và Elizabeth Dacomb, Mary Pocock theo học tại trường trung học Bedford và trường đại học nữ Cheltenham. Sau đó, Pocock theo học Đại học London, nơi bà học ngành thực vật học, nhận bằng vào năm 1908. Sau khi có bằng cấp, Pocock đã học tại trường nữ sinh ở London và Cape trước khi tiếp tục học năm 1919; hoàn thành một bằng danh dự bổ sung về thực vật học tại Cambridge. Bà là một giảng viên tại Đại học Rhodes trong một năm vào năm 1924, một vị trí mà thỉnh thoảng bà lại đảm nhận trong sự nghiệp của mình. Năm 1925, Pocock cùng Dorothea Bleek từ Rhodesia đến Luanda thu thập các loài thực vật có hoa mà bà nghiên cứu tại Vườn Bách thảo Hoàng gia, Kew và Bảo tàng Anh khi trở về. Du lịch trở lại Nam Phi, Pocock bắt đầu quan tâm đến tảo, lấy bằng tiến sĩ về chủ đề này từ Đại học Cape Town ở tuổi 46. Năm 1942, bà thành lập tiêu bản của Đại học Rhode. Cô ấy đã tập trung nghiên cứu Volvox.
Là tác giả của hơn 30 ấn phẩm về tảo, một số loài thực vật này cũng được đặt theo tên của Pocock. Bà đã nhận được Huân chương Crisp của Hiệp hội Linnean, và là một thành viên của Hiệp hội Linnean và Hiệp hội Hoàng gia Nam Phi.